# Simon Roberts
Simon Roberts (Londres, 27 de septiembre de 1962) es un ingeniero británico que ha trabajado en los equipos de Fórmula 1 de McLaren, Force India y Williams.

## Carrera
Después de estudiar ingeniería mecánica en la Universidad de Mánchester, Roberts comenzó a trabajar en un motor de autoencendido y un motor de gasolina en Perkins en Peterborough. Se convirtió en jefe de ingeniería de producción y luego trabajó en Rover Car Ltd como director de la división Powertrain. En 2000, decidió mudarse al Reino Unido para trabajar como director de operaciones en Alstom, donde supervisó el desarrollo del diseño de la carrocería basculante para el tren Pendolino.
En septiembre de 2003, se unió a McLaren en la Fórmula 1, desempeñándose como CEO responsable de coordinar el proceso de producción, preparación de la carrera, equipo de investigación, red de comunicación, transporte y logística, calidad, tecnología de vehículos y recursos humanos.
Comenzó a trabajar como CEO y Director de Operaciones de Force India en 2009, pero regresó a McLaren para la temporada 2010.
En 2020, fue nombrado director interino de Williams, en sustitución de Claire Williams tras la adquisición del equipo por Dorilton Capital. Dejó el equipo a mediados de 2021, siendo remplazado en el puesto de director por el entonces CEO Jost Capito.